# 第45回日本レコード大賞
第45回日本レコード大賞（だい45かいにほんレコードたいしょう）は、2003年（平成15年）12月31日にTBS放送センターで行われた、45回目の『日本レコード大賞』である。

## 概要
第45回の大賞は、浜崎あゆみの「No way to say」に決定した。浜崎は3年連続3度目の受賞で、3連覇は史上初。
この年オリコン年間シングルチャート1位となったSMAPの「世界に一つだけの花」は、金賞候補25作品にノミネートされていたが、ジャニーズ事務所とビクターエンタテインメントの連名で「ナンバーワンを目指すよりはオンリーワンを大切にしたい」などとコメントし辞退。同じくこの年大ヒットし、金賞候補25作品にノミネートされていた森山直太朗の「さくら」も、オフィスさなぎの時代とユニバーサルミュージックの連名で「まだそのような賞を受け取れるポジションに到達していない」とこちらも辞退し、共に選考対象から外された。
視聴率は低落傾向止まらず12.7%に。裏番組にこの年からフジテレビが格闘技イベント「PRIDE男祭り」の中継（ - 2005年）が始まったことによりレコ大自体もさらに苦戦を強いられることになった。

## 司会
- 堺正章
- 安住紳一郎（TBSアナウンサー）
- 小倉弘子（TBSアナウンサー）
- ラジオ中継担当・小島一慶

## 受賞作品・受賞者一覧

### 日本レコード大賞
- 「No way to say」
- 歌唱：浜崎あゆみ
- 作曲：BOUNCEBACK
- 編曲：HΛL
- 作詩：ayumi hamasaki
- プロデューサー：MAX MATSUURA
- プロダクション：
- レコード会社：エイベックス

### 最優秀歌唱賞
- 氷川きよし「白雲の城」

### 最優秀新人賞
- 一青窈「もらい泣き」

### 金賞（大賞ノミネート作品）
- w-inds.「Long Road」
- EXILE「Together」
- 川中美幸「おんなの一生〜汗の花〜」
- 島谷ひとみ「Perseus-ペルセウス-」
- 神野美伽「浮雲ふたり」
- DA PUMP「Night Walk」
- 中島美嘉「雪の華」
- 夏川りみ「童神〜ヤマトグチ〜」
- 浜崎あゆみ「No way to say」
- 氷川きよし「白雲の城」
- BoA「DOUBLE」
- 水森かおり「鳥取砂丘」

### 新人賞（最優秀新人賞ノミネート）
- 神園さやか
- SHY
- 一青窈
- 南かなこ

### ベストアルバム賞
- 中島美嘉「LØVE」

### 特別賞
- 女子十二楽坊
- SPEED
- 山下達郎「クリスマス・イブ」

### 吉田正賞
- 徳久広司

### 作曲賞
- 「月のしずく」松本良喜（歌・RUI）

### 編曲賞
- 「もらい泣き」武部聡志（歌・一青窈）

### 作詩賞
- 「雪の華」Satomi（歌・中島美嘉）

### 企画賞
- The 吉原／栄芝 × 近藤　等則／ビクターエンタテインメント 株式会社
- 虎舞竜「ザ・ロード」1993-2003／日本クラウン 株式会社
- 酒井俊「満月の夕」株式会社 BMGファンハウス
- むすんでひらいての謎／キングレコード 株式会社

### 功労賞
- 梓みちよ
- 池田充男
- 市川昭介
- 伊東ゆかり
- 野崎眞一

### 特別功労賞
- 飯田三郎
- 笈田敏夫
- ジョージ川口
- 福田一郎
- レスリー・チャン

### 特別選奨
- 星野哲郎

## TV中継スタッフ
- ナレーション：ケイ・グラント
- 構成：樋口弘樹、あべ
- 取材：三好千春、川上共子、村山由紀子
- 監修：小西良太郎
- TM：河野志朗（Aスタジオ）
- TD：小林敏之・高松央（Bスタジオ）、箸透・長谷川晃司（天王洲スタジオ）、加藤拓（BLITZ跡地）、鈴木康夫（六本木ヒルズ）、平舘敏弘（八重洲・居酒屋）、市村明（渋谷）
- カメラ：坂口司（Bスタジオ）、井原公二（Aスタジオ）、中野真悟（天王洲スタジオ）
- VE：瀬戸博之（Bスタジオ）、奥村秀樹（Aスタジオ）、井下雅美（天王洲スタジオ）
- 照明：石川博章（Bスタジオ）、杉本三智夫（Aスタジオ）、高橋章（天王洲スタジオ）
- 音声：高場英文（Bスタジオ）、柳澤任広（Aスタジオ）、小澤義春（天王洲スタジオ）
- PA：宮坂修（Bスタジオ）、井上忠紀（天王洲スタジオ）
- 音効：藤代広太
- 回線：今野修
- テクニカルCG：尾崎至晃
- 編集：佐藤淳一
- MA：栃本征男
- 美術プロデューサー：飯田稔
- 美術デザイナー：藤井豊・岡嶋正浩（A,Bスタジオ）、中西忠司（天王洲スタジオ）
- 美術制作：長谷川隆之、鈴木直人（A,Bスタジオ）、中村嘉邦（天王洲スタジオ）
- 装置：石原隆（Bスタジオ）、淵脇臣吉（天王洲スタジオ）
- 装飾：高橋啓三
- 電飾：本田英喜・斉藤貴之（Bスタジオ）、西山邦章（天王洲スタジオ）
- メカシステム：大谷圭一
- 特殊効果：畑中俊之（Bスタジオ）、永岡昇（天王洲スタジオ）
- VJ：千田泰宏
- TK：長谷川道子
- 公開：廣中信行
- AP：鹿渡弘之、浅川寿人
- 制作スタッフ：吉田茂、小関美保子、池田美幸
- 演出スタッフ：藤井健太郎、中山雅生、斉藤慶一郎、永井一郎、伊藤大基
- ディレクター：東信弘、内田正、玄馬康志、浦城義明、中原茂樹、大原真人、渡辺英樹、小野喜世仁、柳崎芳夫、世良田基暉、後藤誉文
- 舞台監督：清水徹郎
- プロデューサー：落合芳行、利根川展
- 総合演出：片山剛
- 技術協力：東通、東放制作、プロカム、ティ・エル・シー、エヌ・エス・ティー、TAMCO、ダブルビジョン、サークル、ウィッシュ、エヌケイ特機、バリライト、東京舞台照明、SJP、テクノマックス
- 協力：ACC・CM情報センター
- 制作協力：BMC
- 制作：TBSエンタテインメント（現・TBSテレビ）
- 製作著作：TBS
- 主催：社団法人 日本作曲家協会、日本レコード大賞制定委員会、日本レコード大賞実行委員会